# إيدا تاربيل
إيدا منيرفا تاربيل (بالإنجليزية: Ida Tarbell)‏ (5 نوفمبر 1857 – 6 يناير 1944) كانت محاضِرة وكاتبة سِيَر وصحفية استقصائية ومؤلفة أمريكية. وكانت من رائدي كشف الفضائح في الحقبة التقدمية في أواخر القرن التاسع عشر وأوائل القرن العشرين، وكانت أيضًا رائدة في الصحافة الاستقصائية. وُلدت إيدا في بنسلفانيا، في بداية الازدهار النفطي، واشتُهرت بكتابها الذي صدر في عام 1904 تحت عنوان تاريخ شركة ستاندارد أويل. نُشر هذا الكتاب في صورة سلسلة من المقالات في مجلة مكلور، من عام 1902 إلى عام 1904. وصفه المؤرخ ج. نورث كونواي بأنه «تحفة من تحف الصحافة الاستقصائية»، ووصفه المؤرخ دانيل يرغين بأنه «أكثر ما نُشر في الولايات المتحدة تأثيرًا في التجارة». ساهم الكتاب هذا بعد ذلك في القضاء على احتكارية ستاندارد أويل، وساعد على وضع قانون هيبورن في عام 1906، وقانون مان إلكينز، وقانون كلايتون لمكافحة الاحتكار، وعلى تأسيس لجنة التجارة الفدرالية.
كتبت إيدا أيضًا مجموعة من السير على مدار مسيرتها المهنية التي امتدت 64 عامًا. كتبت سيرة نابليون والسيدة رولاند. رأت إيدا أنه «يمكن اكتشاف حقيقة البشر الأقوياء الفعّالين ودوافعهم»، وكانت مقتنعة بأن هذه الحقيقة يمكن نقلها وسردها بطريقة «تساعد على التغيير المجتمعي النافع». كتبت عديدًا من الكتب، منها كتب عن إبراهام لنكن، ركز بعضها في حياته المبكرة ومسيرته المهنية. بعد كشفها لقضية ستاندارد أويل، ودراستها لشخصية جون دي روكفلر، كتبت سِيرًا ذاتية عن رجل الأعمال إلبرت هنري غاري، رئيس شركة الصلب الأمريكية، أيضًا عن أوين ينغ رئيس شركة جنرال إلكتريك.
كانت إيدا محاضِرة وكاتبة غزيرة الإنتاج، واشتهرت بأنها تتناول المواضيع المعقدة -مثل مجال النفط والتعريفات الجمركية والممارسات العمالية- فتحلّلها وتبسطها في مقالات إعلامية سهلة الفهم. ساعدت مقالاتها على تداول مجلة مكلور ومجلة ذا أمريكان، وكثير من كتبها كان مشهورًا بين عوام الأمريكيين. بعد مسيرة إيدا المهنية الناجحة بوصفها كاتبة ومحررة لمجلة مكلور، استقالت مع عدة محررين آخرين لشراء مجلة ذا أمريكان وتحريرها. أيضًا سافرت إيدا إلى الولايات البالغ عددها 48 ولاية حينئذ، لإلقاء دورة محاضرات، وتحدثت عن مواضيع عديدة تضمنت شرور الحرب والسلام العالمي والسياسات الأمريكية والاتحاد الاحتكاري والممارسات العمالية وقضايا المرأة.
شاركت إيد في منظمات احترافية، وعملت في لجنتين رئاسيتين. ساعدت على تشكيل اتحاد المؤلفين (الذي هو الآن: نقابة المؤلفين)، وكانت رئيسة لنادي القلم والفرشاة لمدة 30 عامًا. في أثناء الحرب العالمية الأولى عملت في لجنة المرأة التابعة للرئيس وودرو ويلسون في مجلس الدفاع الوطني. وبعد الحرب ساهمت في مؤتمر البطالة الذي عقده الرئيس وارن هاردينغ في عام 1921.
لم تتزوج إيدا قط، وغالبًا ما تُعد نسوية بناء على أعمالها، على الرغم من أنها كانت تنتقد حركة حق المرأة في التصويت.

## حياتها المبكرة ودراستها

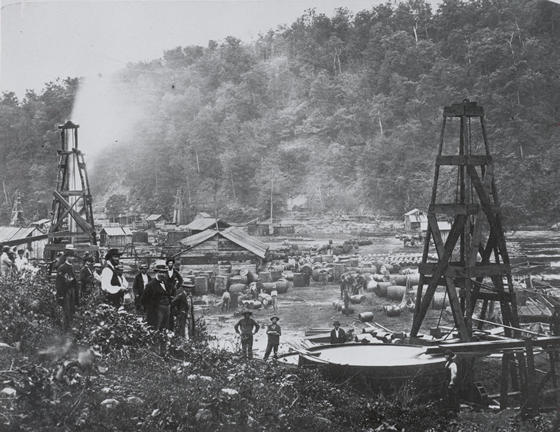
حقل نفط بنسلفانيا عام 1862

وُلدت إيدا منيرفا تاربيل في مزرعة في مقاطعة إري في بنسلفانيا يوم 5 نوفمبر عام 1857. كانت أمها إيثر آن (اسمها الثاني قبل الزواج: ماكولوغ) والتي كانت تعمل مدرسة، وكان أبوها فرانكلين سمر تاربيل، الذي كان مدرسًا أيضًا، قبل أن يصبح نجارًا، ثم نفطيًّا. وُلدت في المنزل الكوخي الخشبي الذي كان لجدّها من ناحية أمها (والتر رالي ماكولوغ) وزوجته. كان أسلاف أبيها البعيدون قد استقروا في نيو إنجلاند في القرن السابع عشر. قالت لها جدتها إنهم أبناء السير والتر رالي، الذي كان عضوًا في طاقم جورج واشنطن، وأول أسقف أمريكي في نظام الحكم الأسقفي. كان لها ثلاثة أشقاء أصغر: والتر، وفرانكلين جونيور، وسارة. مات فرانكلين جونيور في طفولته بسبب الحمى القرمزية، التي أُصيبت بها سارة أيضًا وظل جسدها واهنًا بقية حياتها. صار والتر نفطيًّا كما كان أبوه، في حين صارت سارة فنانة. 
كان لحياة إيدا تاربيل المبكرة في مجال النفط في بنسلفانيا أثر كبير فيها، فكتبت لاحقًا عن شركة ستاندارد أويل وعن الممارسات العمالية. تأثرت أسرة إيدا تأثرًا شديدًا بحالة الذعر التي كانت في عام 1857، إذ انهارت البنوك وخسروا مدخراتهم. عندما وُلدت إيدا كان أبوها فرانكلين تاربيل بعيدًا في ولاية آيوا، يبني منزلًا للأسرة. اضطُر فرانكلين إلى ترك منزل آيوا والعودة إلى بنسلفانيا. لم يكن معه مال، فسار عبر ولايات إلينوي وإنديانا وأوهايو ليعود، وعال نفسه في الطريق بالتدريس في المدارس القروية. وعندما عاد من رحلته بمنظره الرث من أثر الرحلة التي استغرقت 18 شهرًا، قالت له إيدا تاربيل الصغيرة: «امش من هنا يا شرير!». 

## روابط خارجية
- إيدا تاربيل على موقع الموسوعة البريطانية (الإنجليزية)
- إيدا تاربيل على موقع إن إن دي بي (الإنجليزية)